# Ceaux-en-Loudun
Pour les articles homonymes, voir Ceaux.
Ceaux-en-Loudun est une commune du Centre-Ouest de la France, située dans le département de la Vienne  en région Nouvelle-Aquitaine.
Ses habitants sont appelés les Ceauxois ou les Ceaussois.

## Géographie

### Géologie et relief
La région de Ceaux-en-Loudun présente un paysage de plaines vallonnées plus ou moins boisées. Le terroir se compose :
- de sables verts pour 9 % sur les collines et les dépressions sableuses des bordures du Bassin parisien,
- de terre argilo-limoneuse  pour 17 % sur les terres de Doucins et les landes de la bordure Aquitaine,
- de bornais du Loudunais (ce sont des sols brun clair sur limons, profonds et humides, à tendance siliceuse) pour 74 % dans les plaines.

### Communes limitrophes
| Marçay (Indre-et-Loire) | Assay (Indre-et-Loire) |        |
| Sammarçolles            | Ceaux-en-Loudun        | Pouant |
| Messemé                 | La Roche-Rigault       | Maulay |

### Hydrographie
Trois mares ont été répertoriées sur l’ensemble du territoire communal (30 000 recensées dans la région de Poitou-Charentes). Les mares de Poitou-Charentes ont été créées par l'homme, notamment pour répondre aux besoins en eau des habitants (mares communautaires), du cheptel ou à la suite d'activités extractives (argile, marne, pierres meulières). Très riches au niveau botanique, elles jouent un rôle majeur pour les batraciens (tritons, grenouilles), les reptiles (couleuvres) et les libellules. Elles sont un élément symbolique du patrimoine rural et du maintien de la biodiversité en zone de plaine et de bocage.

### Climat
Pour des articles plus généraux, voir Climat de la Nouvelle-Aquitaine et Climat de la Vienne.
Historiquement, la commune est exposée à un climat océanique du nord-ouest.  
En 2020, Météo-France publie une typologie des climats de la France métropolitaine dans laquelle la commune est exposée à un climat océanique altéré et est dans la région climatique  Moyenne vallée de la Loire, caractérisée par une bonne insolation (1 850 h/an) et un été peu pluvieux.
Pour la période 1971-2000, la température annuelle moyenne est de 11,8 °C, avec une amplitude thermique annuelle de 14,8 °C. Le cumul annuel moyen de précipitations est de 630 mm, avec 10,7 jours de précipitations en janvier et 6,7 jours en juillet. Pour la période 1991-2020, la température moyenne annuelle observée sur la station météorologique la plus proche, située sur la commune de Ligré à 10 km à vol d'oiseau, est de 12,5 °C et le cumul annuel moyen de précipitations est de 653,1 mm,. Pour l'avenir, les paramètres climatiques de la commune estimés pour 2050 selon différents scénarios d’émission de gaz à effet de serre sont consultables sur un site dédié publié par Météo-France en novembre 2022.

## Urbanisme

### Typologie
Au 1er janvier 2024, Ceaux-en-Loudun est catégorisée commune rurale à habitat dispersé, selon la nouvelle grille communale de densité à sept niveaux définie par l'Insee en 2022.
Elle est située hors unité urbaine et hors attraction des villes,.

### Occupation des sols
L'occupation des sols de la commune, telle qu'elle ressort de la base de données européenne d’occupation biophysique des sols Corine Land Cover (CLC), est marquée par l'importance des territoires agricoles (89,4 % en 2018), une proportion sensiblement équivalente à celle de 1990 (89,5 %). La répartition détaillée en 2018 est la suivante : 
terres arables (78,6 %), zones agricoles hétérogènes (10,8 %), forêts (9,5 %), zones urbanisées (1,1 %). L'évolution de l’occupation des sols de la commune et de ses infrastructures peut être observée sur les différentes représentations cartographiques du territoire : la carte de Cassini (XVIIIe siècle), la carte d'état-major (1820-1866) et les cartes ou photos aériennes de l'IGN pour la période actuelle (1950 à aujourd'hui).

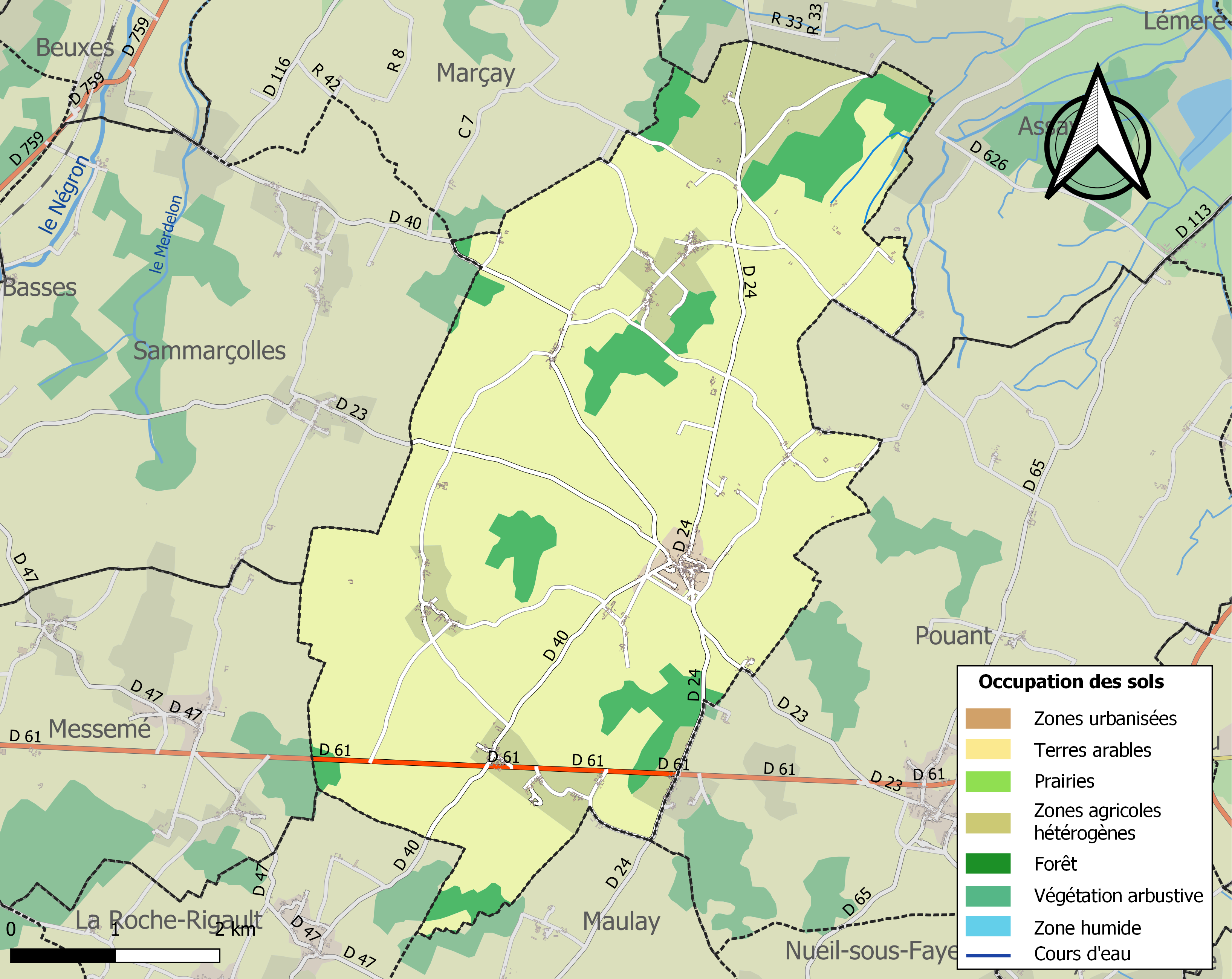
Carte des infrastructures et de l'occupation des sols de la commune en 2018 (CLC).

### Risques majeurs
Le territoire de la commune de Ceaux-en-Loudun est vulnérable à différents aléas naturels : météorologiques (tempête, orage, neige, grand froid, canicule ou sécheresse), mouvements de terrains et séisme (sismicité modérée). Il est également exposé à un risque technologique,  le transport de matières dangereuses. Un site publié par le BRGM permet d'évaluer simplement et rapidement les risques d'un bien localisé soit par son adresse soit par le numéro de sa parcelle.

#### Risques naturels

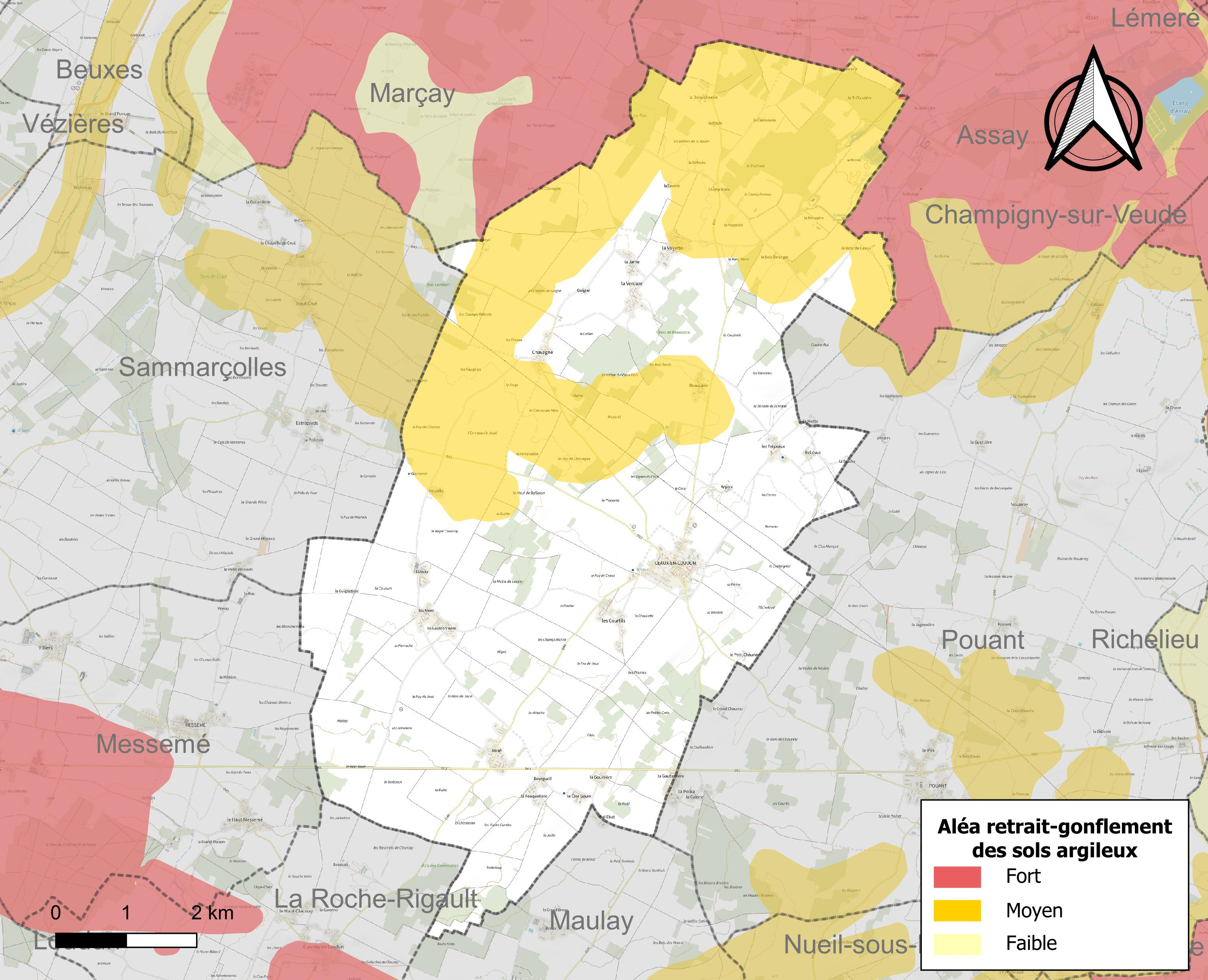
Carte des zones d'aléa retrait-gonflement des sols argileux de Ceaux-en-Loudun.

Les mouvements de terrains susceptibles de se produire sur la commune sont des affaissements et effondrements liés aux cavités souterraines (hors mines) et des tassements différentiels. Afin de mieux appréhender le risque d’affaissement de terrain, un inventaire national permet de localiser les éventuelles cavités souterraines sur la commune. Le retrait-gonflement des sols argileux est susceptible d'engendrer des dommages importants aux bâtiments en cas d’alternance de périodes de sécheresse et de pluie. 35,2 % de la superficie communale est en aléa moyen ou fort (79,5 % au niveau départemental et 48,5 % au niveau national). Depuis le 1er octobre 2020, en application de la loi ÉLAN, différentes contraintes s'imposent aux vendeurs, maîtres d'ouvrages ou constructeurs de biens situés dans une zone classée en aléa moyen ou fort,.
La commune a été reconnue en état de catastrophe naturelle au titre des dommages causés par les inondations et coulées de boue survenues en 1982, 1999, 2010 et 2013 et par des mouvements de terrain en 1999 et 2010.

## Toponymie
Le nom du village proviendrait du latin cellis, pluriel de cella qui signifie "aux ermitages" ou "aux temples".

## Histoire
Ceaux-en-Loudun était sous l'ancien régime une enclave du Saumurois dans la Sénéchaussée de Loudun, au sein de la province d'Anjou.
Comme le reste de la France, Ceaux-en-Loudun accueille favorablement les avancées de la Révolution française. Elle plante ainsi son arbre de la liberté, symbole de la Révolution. Il devient le lieu de ralliement de toutes les fêtes et des principaux événements révolutionnaires, comme l’anniversaire de l’exécution de Louis XVI. Abattu et emporté en 1797, il est immédiatement replanté.

## Politique et administration

### Liste des maires
| Période                                  | Période   | Identité        | Étiquette | Qualité |
| ---------------------------------------- | --------- | --------------- | --------- | ------- |
| Les données manquantes sont à compléter. |           |                 |           |         |
| mars 2001                                | mars 2008 | James Chevalier |           |         |
| mars 2008                                | En cours  | Henri Villain   |           |         |

### Instances judiciaires et administratives
La commune relève du tribunal d'instance de Poitiers, du tribunal de grande instance de Poitiers, de la cour d'appel  Poitiers, du tribunal pour enfants de Poitiers, du conseil de prud'hommes de Poitiers, du tribunal de commerce de Poitiers, du tribunal administratif de Poitiers et de la cour administrative d'appel  de  Bordeaux,  du tribunal des pensions de Poitiers, du tribunal des affaires de la Sécurité sociale de la Vienne, de la cour d’assises de la Vienne.

## Démographie
L'évolution du nombre d'habitants est connue à travers les recensements de la population effectués dans la commune depuis 1793. Pour les communes de moins de 10 000 habitants, une enquête de recensement portant sur toute la population est réalisée tous les cinq ans, les populations de référence des années intermédiaires étant quant à elles estimées par interpolation ou extrapolation. Pour la commune, le premier recensement exhaustif entrant dans le cadre du nouveau dispositif a été réalisé en 2007.

En 2022, la commune comptait 555 habitants, en évolution de −1,94 % par rapport à 2016 (Vienne : +0,6 %, France hors Mayotte : +2,11 %).
| 1793 | 1800 | 1806 | 1821 | 1831 | 1836 | 1841 | 1846  | 1851  |
| ---- | ---- | ---- | ---- | ---- | ---- | ---- | ----- | ----- |
| 635  | 585  | 610  | 917  | 889  | 987  | 987  | 1 003 | 1 012 |

| 1856  | 1861  | 1866 | 1872 | 1876 | 1881 | 1886 | 1891 | 1896 |
| ----- | ----- | ---- | ---- | ---- | ---- | ---- | ---- | ---- |
| 1 018 | 1 009 | 985  | 936  | 930  | 951  | 931  | 977  | 950  |

| 1901 | 1906  | 1911 | 1921 | 1926 | 1931 | 1936 | 1946 | 1954 |
| ---- | ----- | ---- | ---- | ---- | ---- | ---- | ---- | ---- |
| 944  | 1 005 | 967  | 854  | 841  | 875  | 873  | 886  | 785  |

| 1962 | 1968 | 1975 | 1982 | 1990 | 1999 | 2006 | 2007 | 2012 |
| ---- | ---- | ---- | ---- | ---- | ---- | ---- | ---- | ---- |
| 753  | 648  | 589  | 584  | 596  | 579  | 591  | 592  | 602  |

| 2017 | 2022 | - | - | - | - | - | - | - |
| ---- | ---- | - | - | - | - | - | - | - |
| 553  | 555  | - | - | - | - | - | - | - |

En 2008, selon l'Insee, la densité de population de la commune était de 21 hab./km2, 61 hab./km2 pour le département, 68 hab./km2 pour la région Poitou-Charentes et 115 hab./km2 pour la France.

## Économie
Selon la direction régionale de l'Alimentation, de l'Agriculture et de la Forêt de Poitou-Charentes, il n'y a plus que 33 exploitations agricoles en 2010 contre 39 en 2000.
Les surfaces agricoles utilisées ont paradoxalement augmenté de 7 % et sont passées de 2 645 hectares en 2000 à 2 853 hectares en 2010. Ces chiffres indiquent une concentration des terres sur un nombre plus faible d’exploitations. Cette tendance est conforme à l’évolution constatée sur tout le département de la Vienne puisque de 2000 à 2007, chaque exploitation a gagné en moyenne 20 hectares.
62 % des surfaces agricoles sont destinées à la culture des céréales (blé tendre essentiellement mais aussi orges et maïs), 31 % pour les oléagineux (colza et tournesol) et moins de 1 % pour le fourrage. En 2000, 3 hectares (0 en 2010) étaient consacrés à la vigne.
L'élevage de volailles a connu une baisse : 110 têtes en 2000 répartis sur 10 fermes contre 73 têtes en 2010 répartis sur 5 fermes.

## Culture locale et patrimoine

### Lieux et monuments
- Église Notre-Dame de Ceaux-en-Loudun.
- Selon l'Inventaire des arbres remarquables de Poitou-Charentes[31], il y a un arbre remarquable sur la commune qui est un marronnier d'Inde.

### Personnalités liées à la commune
- Jean-Michel Gorry (1941-2020), historien, spécialiste de la géographie historique de la Touraine, des orgues historiques de la région Centre.